# Bolitoglossa caldwellae
Espèce
Bolitoglossa caldwellae est une espèce d'urodèles de la famille des Plethodontidae.

## Répartition
Cette espèce est endémique d'Acre au Brésil. Elle se rencontre à Porto Walter, à Cruzeiro do Sul et à Marechal Thaumaturgo entre 215 et 240 m d'altitude dans le haut bassin du rio Juruá.

## Étymologie
Cette espèce est nommée en l'honneur de Janalee P. Caldwell.

## Publication originale
- Brcko, Hoogmoed & Neckel-Oliveira, 2013 : Taxonomy and distribution of the salamander genus Bolitoglossa Dumeril, Bibron & Dumeril, 1854 (Amphibia, Caudata, Plethodontidae) in Brazilian Amazonica. Zootaxa, no 3686, p. 401-431.